# Marius Douzans
Marius Auguste Hyacinthe Douzans est un officier de la Marine nationale française, né à Banyuls-sur-Mer le 18 juin 1848, et mort à Djibouti le 10 novembre 1898.

## Biographie
Marius Douzans est le fils de Sylvestre Douzans, négociant à Banyuls, et d'Élisabeth Bonet, son épouse.
Il a été élève de l'école de Sorèze entre 1859 et 1865. Il entre dans la Marine nationale en 1865 comme ses frères. Il est aspirant en 1868, enseigne de vaisseau en 1870, lieutenant de vaisseau en 1879. Il a été nommé successivement dans l'escadre du Levant, dans une campagne autour du monde, puis en Cochinchine. Après avoir été nommé lieutenant de vaisseau il a suivi une formation technique à l'école du canonnage puis à celle des torpilles. Il a ensuite fait une deuxième campagne en Cochinchine suivie d'une expédition en Tunisie.
Le 1er janvier 1881 il est affecté sur le Mytho qui est affecté aux transports réguliers pour la Cochinchine. L'expédition du Tonkin le voit affecté à l'escadre d'Extrême-Orient commandée par l'amiral Courbet. 

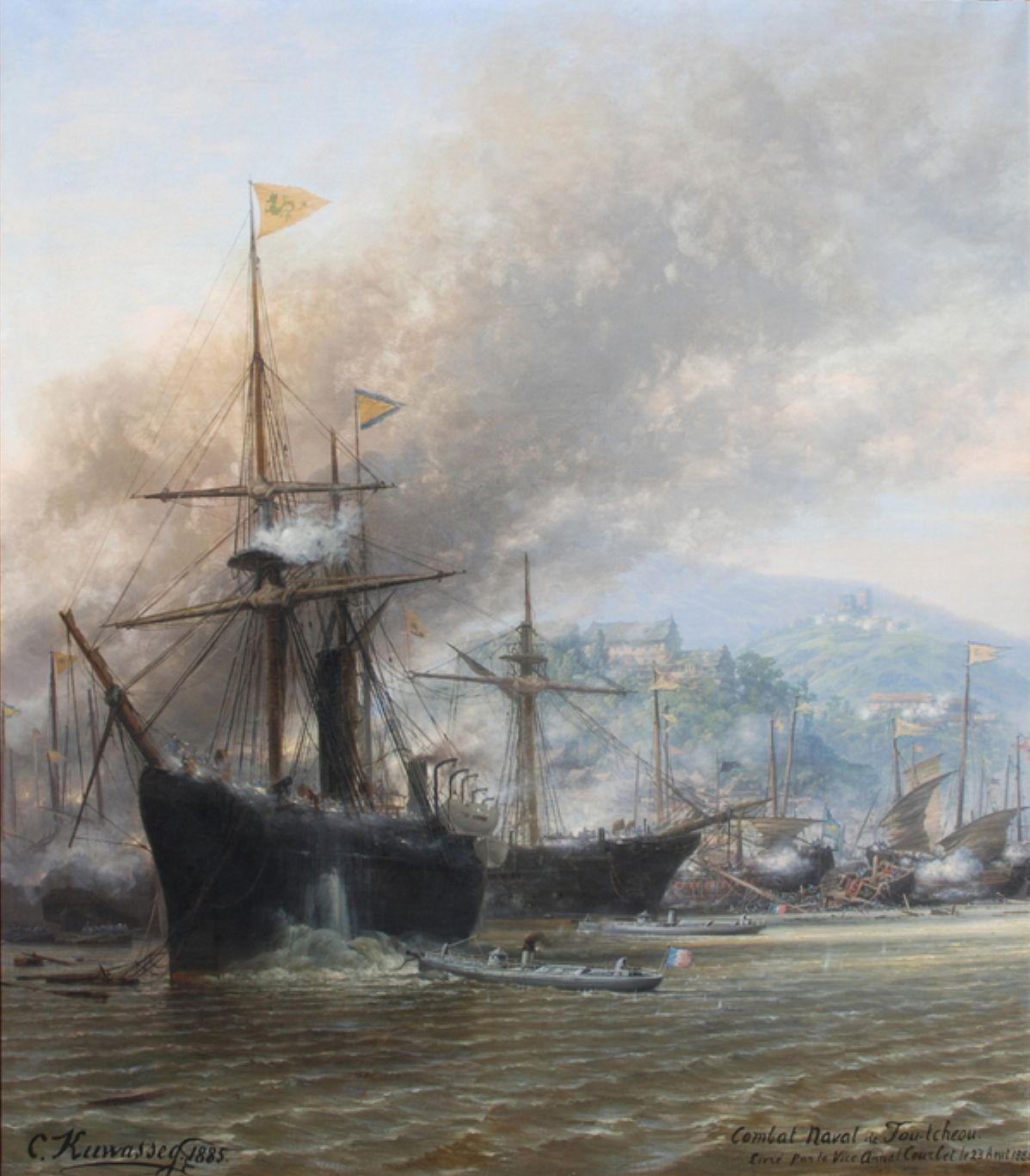
Le combat de Fou-Tchéou
reproduisant l'exploit du torpilleur 46 commandé par Marius Douzans
Charles Euphrasie Kuwasseg

Pendant la guerre franco-chinoise, l'amiral Courbet avait reçu, en juillet 1884, l'ordre de pénétrer dans la rivière Min et de mouiller ses vaisseaux devant l'arsenal de Fou-Tchéou où la Chine avait un matériel important et une vingtaine de vaisseaux. Pour mener cette action, l'amiral Courbet avait une flotte de sept navires avec deux torpilleurs portant les numéros 45 et 46. Marius Douzans commande le torpilleur no 46. Il s'illustre au combat naval de Fou-Tchéou, le 23 août 1884, en attaquant le navire-amiral chinois Yang-Ou. Une torpille de 13 kg explosa au milieu bâbord du vaisseau chinois qui coula immédiatement. Faisant marche arrière pour se désengager, la chaudière du torpilleur 46 est touchée par un obus entraînant une dérive vers l'aval du bateau qui s'est retrouvé au milieu de navires de pays neutres, américains et anglais. À six heures du soir, l'arsenal de Fou-Tchéou était en flammes, neuf vaisseaux et douze jonques de la marine chinoise. 
Marius Douzans reçoit à la suite de ce fait d'armes la croix de chevalier de la Légion d'honneur et le grade de capitaine de frégate à 38 ans. Il est officier en second sur le Fulminant, en escadre, le Primauguet dans les mers d'Extrême-Orient, puis de commandant du Milan, du Forbin et du Drac, en 1892 à Terre-Neuve. 
Il est nommé capitaine de vaisseau en 1893. Il reçoit le commandement du Lapérouse, puis du Suchet, nouveau type de croiseur dont il fait les essais en 1894. Il exerce ensuite la présidence de la commission d'examen des pilotes de la côte ouest de France. Il est ensuite nommé commandant de la division navale de Cochinchine, le 1er janvier 1897, sur la Triomphante. Il crée le port militaire de Saïgon. Il quitte Saïgon sur le Natal, le 18 octobre 1898, pour revenir en France, mais déjà malade il arrive au quai de Djibouti dans un état désespéré où il meurt.

## Famille
- Aloïs Raymond "Sylvestre" Douzans (1757- ) marié en 1785 à Marie Pagès (†1836)
  - Pierre Jean Adrien Douzans (1792-1863) marié en 1821 à Marie Buart (1796-1877),
    - Jules Célestin Théodore Douzans (1829-1895), lieutenant d'infanterie, chevalier de la Légion d'honneur[1]
    - Hippolyte Louis Sébastien Douzans (1834-1895), capitaine au long cours, marié à Marguerite Catherine Rose Sagols 
      - Hippolyte Jean Pierre Antonin Douzans (1872- ), médecin major[2],

  - Sylvestre Jacques Siscle Douzans (1804-1878) marié en 1830 à Élisabeth Bonet,
    - Sylvestre Jean Joseph Douzans, né le 29 décembre 1832 à Banyuls-sur-Mer, décédé à Paris le 11 janvier 1917, capitaine de vaisseau, commandeur de la Légion d'honneur[3],[4],
    - Joseph Victor Numa Douzans, né le 7 mars 1839 à Banyuls-sur-Mer, décédé dans la même ville le 18 juillet 1911, capitaine de frégate, officier de la Légion d'honneur[5],[6],
    - Marius Douzans (1848-1898), capitaine de vaisseau.

## Distinctions
- Chevalier de la Légion d'honneur en 1884,
- Officier de la Légion d'honneur en 1889[7].
- Commandeur de l'ordre du Sauveur (Grèce).
- Commandeur de l'ordre du Dragon (Annam).
- Commandeur de l'ordre de Nichan Iftikhar (Tunisie).

## Hommage
- Rue Marius Douzans à Banyuls-sur-Mer.